# Grecia ai Giochi della XVI Olimpiade
La Grecia ha partecipato ai Giochi della XVI Olimpiade che si sono svolti a Melbourne dal 22 novembre all'8 dicembre 1956 
con una delegazione di 13 atleti impegnati in 5 discipline,
aggiudicandosi 1 medaglia di bronzo.

## Medagliere
| Medaglia | Atleta             | Sport            | Evento           |
| -------- | ------------------ | ---------------- | ---------------- |
| Bronzo   | Geōrgios Roumpanīs | Atletica leggera | Salto con l'asta |